# Природа Финляндии
Природа Финляндии (фин. Suomen luonto) — флора и фауна Финляндии, представленная в своём разнообразии и экосистемах.
С фитографичеркой точки зрения, Финляндия принадлежит некоторым северно-европейским провинциям Циркумбореальной области Голарктического царства. Территорию Финляндии можно разделить на три главных экологических района — на скандинавскую и русскую тайгу, сарматские смешанные леса, и скандинавские леса.
Издаётся журнал «Suomen Luonto» («Природа Финляндии»).

## Виды животных и растений
В Финляндии живёт более 45 000 видов организмов.

### Птицы
На сегодняшний день в Финляндии наблюдается 468 видов птиц.
Символом Финляндии является лебедь-кликун (на ноябрь 2012 года их насчитывалось 55-60 тысяч особей). Среди пернатых распространены также гаги, серые цапли (с 2018 появились большие белые цапли), крохали, хохлатые чернети, нырки, озёрные и серебристые чайки, дрозды-рябинники, чёрные дрозды, зяблики, белые трясогузки, чибисы, полевые жаворонки, скворцы, журавли, тундряные куропатки, кулики. Ряд хищных видов птиц (скопа, орлан-белохвост и др.) относятся к числу редких. Глобальное потепление влияет на птиц и приводит к тому, что меняется территория их распространения, а также время гнездования и миграции. Водоплавающие птицы всё чаще зимуют в Финляндии, многие виды осенью остаются в стране всё дольше. Каждый третий вид птиц в Финляндии находится под угрозой вымирания (многие виды куликов и уток). Общество орнитологов-любителей BirdLife Suomi, а также мероприятие EuroBirdwatch, проводимое осенью, привлекают внимание людей к осенней миграции и защите редких птиц.
В мае 2019 года, недалеко от орнитологической станции Рённшяр в архипелаге Киркконумми впервые наблюдалась полярная овсянка.

### Рыбы
Водоёмы страны богаты корюшкой, плотвой, ряпушкой и другими видами рыб. 2010-е годы отмечены появлением на территории Финляндии ряда инвазивных пород животных — слизней Arion vulgaris, американской норки; рыб — серебряного карася, бычка-кругляка, белопёрого пескаря (озеро Сайма), «русского лосося» (в 2013 году в реке Тенойоки).
В 2019 году ловля редких в Финляндии пород рыб — сайменского лосося, речного угря, речной миноги, кумжи, европейского хариуса, арктического голца, сига, а также других — обложены штрафами от 50 до 7510 евро.

### Млекопитающие
Единственным эндемиком среди млекопитающих в Финляндии является сайменская нерпа, находящаяся под угрозой исчезновения (на 2013 год насчитывалось около 300 особей). Также на грани исчезновения находятся песцы, росомахи, волки (на 2017 год около 150—180 особей, объединённых в 8 семей (также 11 семей мигрируют между Финляндией и Россией), ночницы Наттерера, лесные нетопыри и лесные хорьки. Популяции бобра обыкновенного, бурого медведя (на 2014 год около 1,5 тысячи особей), рыси и летяги обыкновенной к 2015 году восстановили своё поголовье и были исключены из разряда редких видов.
Популяция лосей составляет около 73 тысяч голов. В 2013 году отмечалось снижение общего поголовья северных оленей.

## Другие
Из пресмыкающихся распространена обыкновенная гадюка; из ракообразных — речной и интродукционный пятнистый раки, имеющие внутри страны промысловое значение.

Отмечается, что ежи, кролики, белки и лисы стали привычными обитателями финских городов. Замечено появление в городских парках и лесозонах Хельсинки гнездовий охраняемой белки-летяги.
Департамент пищевой безопасности Evira ежегодно проводит весеннюю вакцинацию диких хищных млекопитающих в приграничных с Финляндией территориях, с целью воспрепятствовать проникновению заболеваний на территорию страны.
С 2013 года учреждена должность Уполномоченного по делам животных, в компетенцию которого входит улучшение благосостояния животных в финском обществе, внесение инициатив и предложений, а также комментирование вопросов, касающиеся прав животных. Закон обязывает граждан страны сообщать о находящихся в беде животных.